# Stad, Norge
För stadsbegreppet (by) i Norge, se stad (Norge) eller lista över städer i Norge.

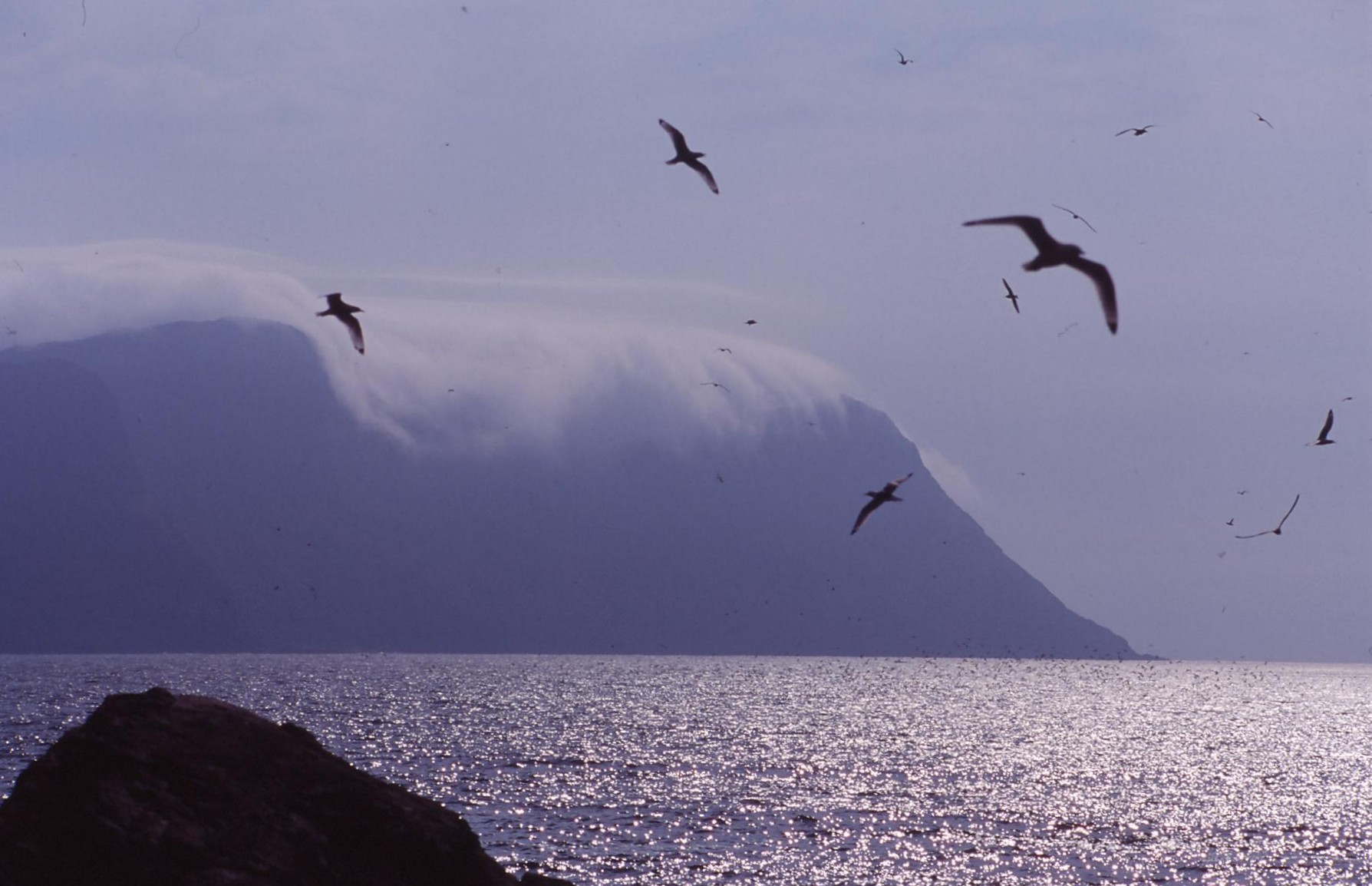
Stad sett från ön Runde.

Stad (Statt eller Stadlandet) är en halvö i Stads kommun i Vestland fylke i västra Norge. Största samhälle är Leikanger. Det finns ingen skärgård utanför halvön och fartyg som följer kusten måste gå ut på öppet hav här (Stadhavet), vilket i alla tider varit en fara för sjöfarten. Stad anses utgöra brytpunkten mellan Norska havet i norr och Nordsjön i söder, samt traditionellt gränsen mellan södra och mellersta Norge.
Stads fartygstunnel är en föreslagen 1,7 kilometer lång farled genom halvön 

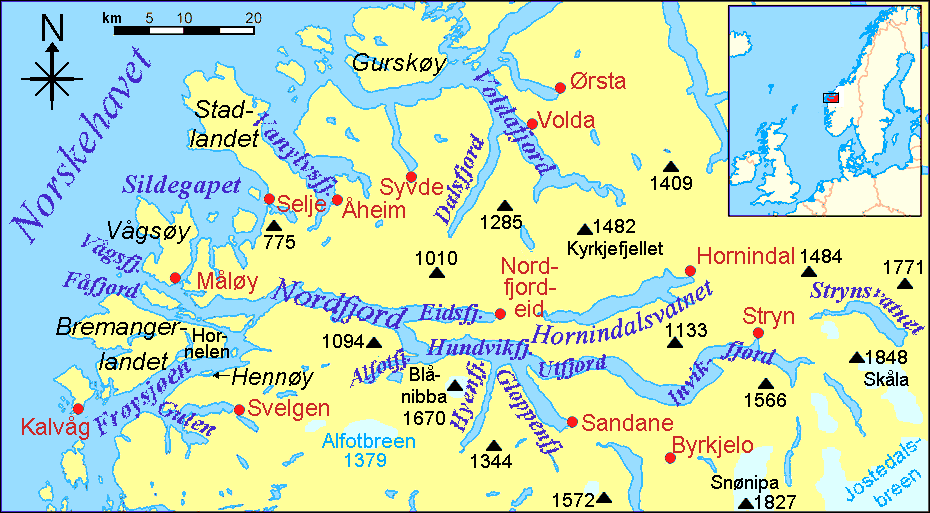
Karta över området kring Nordfjord. Halvön Stad (Stadlandet) är markerad i den nordvästra delen av kartbilden.

med beräknad byggstart år 2022.